# 1307 Cimmeria
1307 Cimmeria è un asteroide della fascia principale. Scoperto nel 1930, presenta un'orbita caratterizzata da un semiasse maggiore pari a 2,2511256 UA e da un'eccentricità di 0,0963765, inclinata di 3,94638° rispetto all'eclittica.
Prende il nome dalla popolazione dei Cimmeri.